# Lethmate (Adelsgeschlecht)

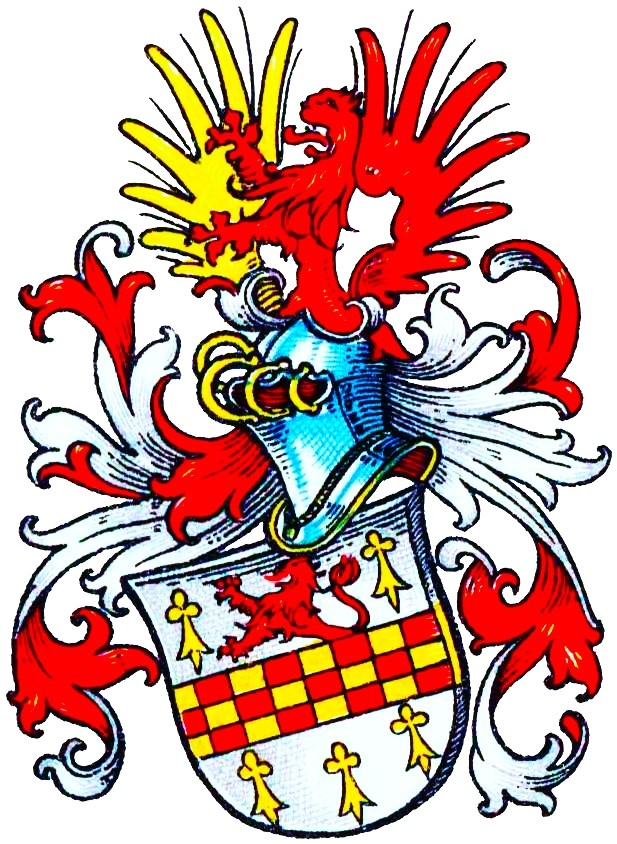
Wappen derer von Lethmate im Wappenbuch des Westfälischen Adels

Lethmate (auch Letmathe, Letmede, Letmode, Letmate, Lethmate genannt Küling o. ä.) ist der Name eines erloschenen westfälischen Uradelsgeschlechts.

## Geschichte
Der namensgebende Stammsitz des Geschlechts war Haus Letmathe in Iserlohn-Letmathe im Sauerland, wo die Familie bereits 1242 zu finden war, ebenso wie in Elsey. Die Familie stellte 1242 Burgmänner zu Limburg sowie 1243 zu Burg Altena. Weiteren Besitz in Westfalen hatte das Geschlecht in Rehe (Iserlohn) (urkundlich 1253), Langen (Münster) (1446–1702), Osthof bei Landschede (Hamm) (1455–1467), Horst (Recklinghausen) (1600). Im 17. und 18. Jahrhundert hatte die Familie darüber hinaus Besitz in Sachsen: Alten-Stassfurth (Calbe) (1654), Brachwitz (Saale) (1678–1714), Schaafsee (Mansfeld-See) (1678–1714) und Stedten (Mansfeld-See) (1714).
Caspar von Lethmate (1606–1678), verheiratet mit Johanna Gerbrecht von Baumgarten aus dem Hause Bernburg in der Grafschaft Hoya, war königlich-schwedischer Generalmajor. Sein Sohn Kaspar Friedrich von Lethmate (1652–1714), kurbrandenburgischer Generalmajor, vermählt mit Sabina Christophora Brand von Lindau, wurde am 12. Mai 1698 vom Kaiser in den Reichsfreiherrenstand erhoben. Die kurbrandenburgische Anerkennung erfolgte am 15. Dezember 1698. Das Geschlecht erlosch mit dem Tod desselben am 19. Juli 1714, da seine fünf Töchter und sieben Söhne früh starben.

## Persönlichkeiten
- Caspar von Lethmate (1606–1678), Generalmajor und Kriegsrat in schwedischen Diensten
- Franz von Letmathe (1575–1638), römisch-katholischer Geistlicher und Domherr
- Heidenreich von Letmathe († 1625), Domdechant in Münster
- Heinrich von Letmathe (1597–vor 1654), römisch-katholischer Geistlicher und Domherr
- Johann von Letmathe (vor 1577–nach 1596), römisch-katholischer Geistlicher, Subdiakon und Domherr in Münster
- Kaspar Friedrich von Lethmate (1652–1714), kurbrandenburgischer Generalmajor, Sohn von Caspar

## Wappen
- Blasonierung des Stammwappens: In Silber ein zu drei Reihen von Rot und Gold geschachter Balken, über dem ein roter Löwe hervorwächst. Im Schildhaupt zwei, im Schildfuß drei (2:1) goldene Hermelinschwänze (da diese Ähnlichkeit mit Kaulquappen (Külingen) haben; alternativ auch Kornähren). Auf dem Helm mit rot-silbernen Helmdecken ein offener Flug, rechts golden, links rot, dazwischen der wachsende rote Löwe.[1]
- Blasonierung des Freiherrenwappens von 1698: Schild wie das Stammwappen (mit Kornähren). Zwei gekrönte Helme: I. mit gold-silbernen Decken der offene gold-rote Flug mit wachsenden roten Löwen des Stammwappens, II. mit rot-silbernen Decken ein wachsender säbelschwingender Türke in blauem Rock, auf dem Kopf einen blau-silbern gewundenen Bund.[4]

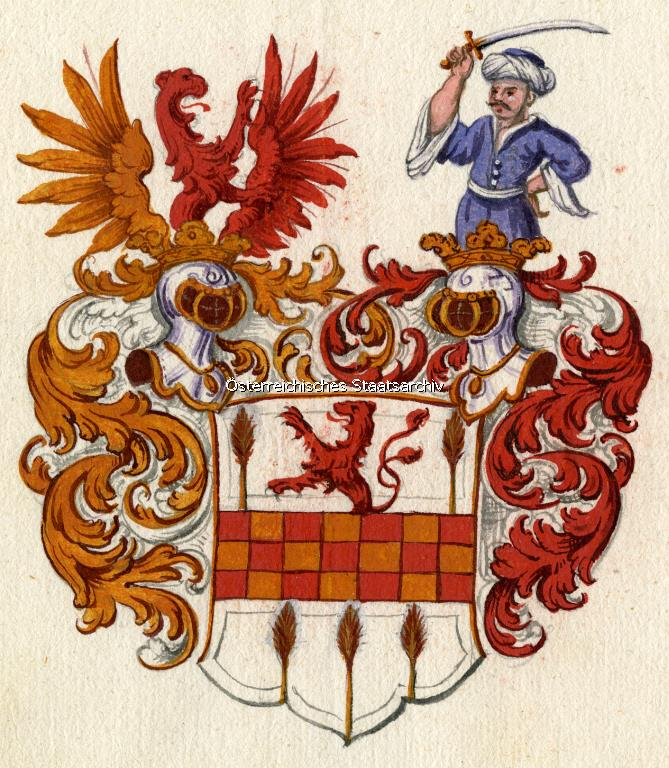
Wappen der Freiherren von Lethmate (1698)
Wappen der Grafen von Altena
Ortswappen von Letmathe

Es besteht eine Wappenverwandtschaft mit den Wappen der Grafen von Altena. Das Wappen derer von Lethmate wurde vom Ort Letmathe leicht abgewandelt als Ortswappen angenommen.